# プラネットフォークス
『プラネットフォークス』は、日本のロックバンド、ASIAN KUNG-FU GENERATIONの10thフルアルバム。2022年3月30日にKi/oon Musicから発売。

## 概要
- 前作『ホームタウン』以来約3年3ヶ月ぶりのオリジナルアルバム。
- 収録曲数は14曲と過去最多。前作以降にリリースされた「Dororo」「解放区」「ダイアローグ」「触れたい 確かめたい (feat. 塩塚モエカ)」「エンパシー」「フラワーズ」とこちらも過去最多の6曲の既発曲が収録される。
- ゲストとして三船雅也(ROTH BART BARON)、Rachel(chelmico)、OMSB、塩塚モエカ(羊文学)らが参加。
- 「Dororo」「解放区」「ダイアローグ」「触れたい 確かめたい (feat. 塩塚モエカ)」「エンパシー」「フラワーズ」の6曲はミックスが変更されている。
- 本来『ホームタウン』の次のアルバムとしてイギリス・ロンドンでレコーディングを行う、という計画があったが、新型コロナウイルス感染拡大によって断念した。
- 2022年5月28日から11月19日にかけてASIAN KUNG-FU GENERATION Tour 2022 「プラネットフォークス」を開催した。2005年のツアー「Re:Re:」以来約17年ぶりに日比谷野外大音楽堂公演を行った。
- 初動で9,169枚を売り上げ、オリコンアルバムチャート初登場12位となった。オリジナルアルバムでは初のオリコントップ10圏外となった。
- アルバム曲にも複数ミュージックビデオが制作されており、M1～M9すべてにMVが存在する。
- 楽曲数が多いため、『マジックディスク』以来12年ぶりにリリースツアーの1ライブで全曲が演奏されないアルバムとなった。
- 2022年秋には古川日出男とメンバー4人による本アルバムの楽曲ごとについての対談をYouTubeにアップしている。

## 収録曲
- 全作詞：後藤正文

| #   | タイトル                                     | 作詞 | 作曲               |
| --- | -------------------------------------------- | ---- | ------------------ |
| 1.  | 「You To You (feat. ROTH BART BARON)」       |      | 後藤正文, 山田貴洋 |
| 2.  | 「解放区」                                   |      | 後藤正文, 山田貴洋 |
| 3.  | 「Dororo」                                   |      | 後藤正文, 山田貴洋 |
| 4.  | 「エンパシー」                               |      | 後藤正文           |
| 5.  | 「ダイアローグ」                             |      | 後藤正文           |
| 6.  | 「De Arriba」                                |      | 後藤正文           |
| 7.  | 「フラワーズ」                               |      | 後藤正文           |
| 8.  | 「星の夜、ひかりの街 (feat. Rachel & OMSB)」 |      | 後藤正文           |
| 9.  | 「触れたい 確かめたい (feat. 塩塚モエカ)」   |      | 後藤正文           |
| 10. | 「雨音」                                     |      | 後藤正文, 山田貴洋 |
| 11. | 「Gimme Hope」                               |      | 後藤正文           |
| 12. | 「C’mon」                                    |      | 後藤正文           |
| 13. | 「再見」                                     |      | 後藤正文           |
| 14. | 「Be Alright」                               |      | 後藤正文, 山田貴洋 |

## 楽曲について
You To You (feat. ROTH BART BARON)
三船雅也(ROTH BART BARON)が参加。2022年3月9日に先行配信され、3月11日にミュージックビデオが公開された。3月12日、13日に開催された「ASIAN KUNG-FU GENERATION 25th Anniversary Tour 2021 Special Concert “More Than a Quarter-Century”」で三船雅也を招いてライブ初披露された。
解放区
26thシングル2曲目。
Dororo
26thシングル1曲目。TVアニメ『どろろ』オープニングテーマ。
エンパシー
28thシングル。映画『僕のヒーローアカデミア THE MOVIE ワールド ヒーローズ ミッション』主題歌。下村亮介(the chef cooks me)が編曲・プロデュースを担当。
ダイアローグ
27thシングル1曲目。
De Arriba

フラワーズ
28thシングルカップリング。映画『僕のヒーローアカデミア THE MOVIE ワールド ヒーローズ ミッション』挿入歌。下村亮介(the chef cooks me)が編曲・プロデュースを担当。
星の夜、ひかりの街 (feat. Rachel & OMSB)
Rachel(chelmico)、OMSBが参加。GuruConnect(skillkills)が編曲・プロデュースを担当。
2022年10月27日に行われた「プラネットフォークス」ツアー横浜アリーナ公演で2人を招いてライブ初披露された。
触れたい 確かめたい (feat. 塩塚モエカ)
27thシングル2曲目。塩塚モエカ(羊文学)がボーカルで参加。ダイハツ工業「タント」CMソング。
雨音

Gimme Hope

C'mon
ツアーでは前半公演のアンコールで「再見」と日替わりで演奏された。
再見
ツアーでは前半公演のアンコールで「C'mon」と日替わりで演奏された。
Be Alright
GuruConnect(skillkills)が編曲・プロデュースを担当。

## 演奏
- 後藤正文
  - Vocals, Guitar
  - Synthesizer, Noise Effect (#2)
  - Programming, Editing (#10)
- 喜多建介
  - Guitar
  - Vocals (#1)
  - Backing Vocals (#2.7.10.14)
- 山田貴洋
  - Bass (#1-8.10-14)
  - Backing Vocals (#1.2.14)
  - Synth Bass (#9.14)
  - Vocals (#10)
- 伊地知潔
  - Drums
  - Backing Vocals (#2.14)
  - Percussion (#12)

- 三船雅也 (ROTH BART BARON)：Backing Vocals, Acoustic Guitar, Programming (#1)
- Achico：Backing Vocals (#1.2.14)
- 岩崎愛、猪股ヨウスケ (Dr.DOWNER, PHOTO TONES)：Backing Vocals (#2)
- 小森誠 (LINK)：Backing Vocals (#2.14)
- 下村亮介 (the chef cooks me)
  - Backing Vocals (#2)
  - Synthesizers (#4.5.7.10)
  - Programming (#4.7.10)
  - Editing (#4.7)
  - Synth Bass Arrangement & Soundmake (#9)
- ermhoi：Backing Vocals (#7)
- 廣瀬真理子：Strings Section Arrangement (#7)
- 牛山玲名、中島知恵：1st Violin (#7)
- 鈴原杏、大嶋世菜：2nd Violin (#7)
- 村田泰子、菊池幹代：Viola (#7)
- Robin Dupuy、伊藤修平：Cello (#7)
- OMSB, Rachel：Rap (#8)
- GuruConnect (skillkills)：Beat Programming (#8.14)
- 塩塚モエカ (羊文学)：Vocals (#9)
- 西田修大：Shaker (#11)
- 水上弘一：Keyboards, Organ (#14)
- Mai Kondo, Yoko Sengoku：Backing Vocals (#14)